# Hora Nova
Hora Nova és la capçalera degana de la premsa comarcal a l'Alt Empordà. Es va començar a publicar el 1977 a Figueres, amb el nom o capçalera de 9 país. Dos anys més tard es converteix amb Hora nova. El 2007 va celebrar els seus 30 anys de vida amb un canvi de disseny, que incorporà la imatge de la badia de Roses a la capçalera. Actualment es publica cada dimarts. L'any 2014 la Biblioteca de Figueres anuncià la digitalització de 9 País i d'Hora Nova. Es pot consultar el fons digitalitzat al repositori Regira.